# Peter Sundelin
Peter Nils Sundelin (Nacka, 13 januari 1947) is een Zweeds voormalig zeiler.
Sundelin werd samen met zijn broers Jörgen en Ulf in 1968 olympisch kampioen in de 5.5 Meter. Dit waren de laatste spelen waar deze klasse op het programma stond.
Sundelin en zijn broers werden in 1971 wereldkampioen in de Draak. Tijdens de spelen een jaar later eindigde zij slechts als zesde. Tijdens de spelen van 1976 eindigde Sundelin met zijn broer Jörgen en neef Stefan als negende in de Soling. Na de spelen van 1976 vaarde Sundelin met verschillende partners in de Star en eindigde tijdens de Olympische Zomerspelen 1980 als vierde.

## Resultaten

### Wereldkampioenschappen
| Jaar | Plaats         | Resultaten      |
| ---- | -------------- | --------------- |
| 1971 | Hobart         | draken klasse   |
| 1978 | San Francisco  | 28e star klasse |
| 1979 | Marstrand      | 4e star klasse  |
| 1980 | Rio de Janeiro | 21e star klasse |
| 1983 | Marina del Rey | 12e star klasse |
| 1988 | Buenos Aires   | 27e star klasse |

### Olympische Zomerspelen
| Jaar | Plaats      | Resultaten       |
| ---- | ----------- | ---------------- |
| 1968 | Mexico-stad | 5,5 meter klasse |
| 1972 | München     | 6e draken klasse |
| 1976 | Montreal    | 9e soling klasse |
| 1980 | Moskou      | 4e star klasse   |

1952: Britton Chance / Michael Schoettle / Edgar White / Sumner White
1956: Hjalmar Karlsson / Sture Stork / Lars Thörn
1960: George O’Day / Jim Hunt / Dave Smith
1964: Bill Northam / Peter O’Donnel / James Sargeant
1968: Jörgen Sundelin / Peter Sundelin / Ulf Sundelin
- International Standard Name Identifier: 0000 0000 5266 3499
- LIBRIS: 287940
- Virtual International Authority File: 22125389